# 李延嗣
李延嗣（?—?），杭州人，北宋外戚，宋仁宗母亲章懿李皇后的祖父。
李延嗣在吴越国为婺州金华县主簿。其妻汪氏，孙女李氏为刘皇后宫人，为宋真宗生子宋仁宗。宋仁宗天圣十年（1032年）三月初四日，詔贈李延嗣为光祿少卿，汪氏为新安縣太君。李延嗣后贈太子少師。景祐三年（1036年）七月初五日，李延嗣之孙澤州團練使李用和上言：「准修玉牒所取索莊懿皇太后二代封贈。」詔加贈李延嗣为太師，江國太夫人汪氏为徐國太夫人。

## 家族

### 父母
- 李應已，進士，贈光祿少卿、太子少傅、太子太傅、太傅，母沈氏贈吳興縣太君、英國太夫人、蔡國太夫人

### 子
- 李仁德